# پلانکتی

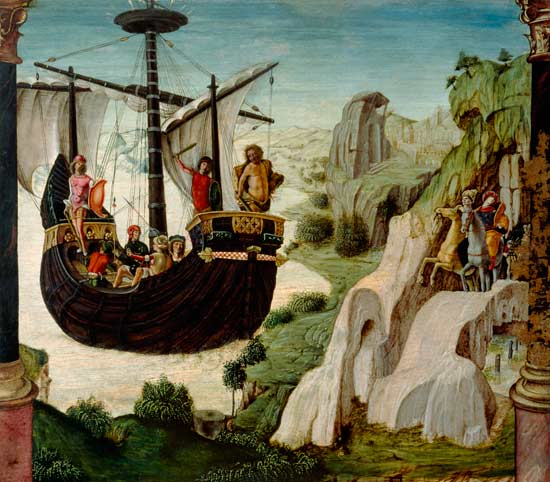
نقاشی از Lorenzo Costa

پلانکتی (یونانی: Πλαγκταὶ) یا صخره‌های سرگردان، در اساطیر یونانی نام گروهی از صخره‌ها بود که دریا بین آن‌ها تلاطمی بی‌امان داشت. آرگو تحت هدایت یاسون تنها کشتی‌ای بود که می‌توانست از این آبراه عبور کند. وی این کار را البته با یاری ایزدی که از هِرا، ثتیس و نرئید دریافت می‌کرد انجام می‌داد. یاسون تصمیم گرفت به جای گذر از سکولا و خاروبدیس از پلانکتی بگذرد.